# 卡拉奧華大學體育會
卡拉奧華大學體育會（羅馬尼亞語：CS Universitatea Craiova）是羅馬尼亞的一家足球俱樂部，主場位於。球隊參加羅馬尼亞足球甲級聯賽的賽事。